# میدان شهید طهرانی مقدم
میدان شهید طهرانی مقدم ،(با نام پیشین کاج)، یکی از میادین مهم منطقه ۲ شهرداری تهران به شمار می‌رود که در محل تقاطع خیابان سرو و خیابان سعادت‌آباد قرار گرفته‌است.
همانطور که از اسم میدان پیدا است، در باغچه وسط میدان تعدادی درخت کاج قرار دارد.
در ۲۹ فروردین ۱۳۹۱، نام میدان کاج به میدان شهید تهرانی‌مقدم تغییر یافت.